# Damperhof
Damperhof, Kiel-Damperhof – dzielnica miasta Kilonia w Niemczech, w kraju związkowym Szlezwik-Holsztyn.